# بدون برقع پشت میله‌ها
بدون برقع پشت میله‌ها یک فیلم مستند بلند سوئدی محصول سال ۲۰۱۲ است که توسط مریم ابراهیمی و نیما سروستانی در مورد زندگی زنان در زندان افغانستان ساخته شده است.
در زندان تخار افغانستان، ۴۰ زن همراه با ۳۴ فرزندشان پشت میله‌های زندان محبوس شده‌اند. همه آنها در چهار سلول مشترک جای داده شده‌اند. این فیلم از طریق داستان‌های خود زندانیان به بررسی چگونگی استفاده از «جرائم اخلاقی» برای کنترل زنان در افغانستان می‌پردازد. این فیلم نشان می‌دهد که زنانی که از دست شوهرانشان فرار می‌کنند، نسبت به کسانی که مرتکب قتل شده‌اند مجازات طولانی‌تری دارند. برقع در بیرون از خانه از سر تا پای زنان افغانستان را می‌پوشاند و هویت آنها را هم پوشانده و آنان را در جامعه بی چهره و بی صدا می‌کند، مگر زمانی که در زندان هستند. سیما در ده سالگی مجبور به ازدواج شد و در ۲۰ سالگی صاحب پنج فرزند گردید. او به همراه فرزندانش به مدت ۱۵ سال زندانی است. جرم او فرار از شوهر آزارگرش است که قبلاً یکی دیگر از همسران و فرزندشان را به قتل رسانده بود. سارا، یکی از شخصیت‌های اصلی فیلم، به دلیل عاشق شدن در زندان است. نجیبه، لطیفه، و بسیاری از نام‌های دیگر - همگی حکایت‌هایی دارند که قدرت و وقار درونی انسان را در مواجهه با شرایط زندگی ناپسند نشان می‌دهد.
این فیلم برای اولین بار در جشنواره بین‌المللی فیلم مستند آمستردام ۲۰۱۲ به نمایش درآمد.

## پیوند به
- مؤسسه فیلم سوئد
- وبگاه رسمی
- بدون برقع پشت میله‌ها در بانک اطلاعات اینترنتی فیلم‌ها (IMDb)